# Komuna e Dragashit
Komuna e Dragashit är en kommun i Kosovo. Den ligger i den södra delen av landet, 90 km sydväst om huvudstaden Priština. Antalet invånare är 34 562. Arean är 430 kvadratkilometer.
Terrängen i Komuna e Dragashit är bergig åt nordost, men åt sydväst är den kuperad.